# Motorola 68008

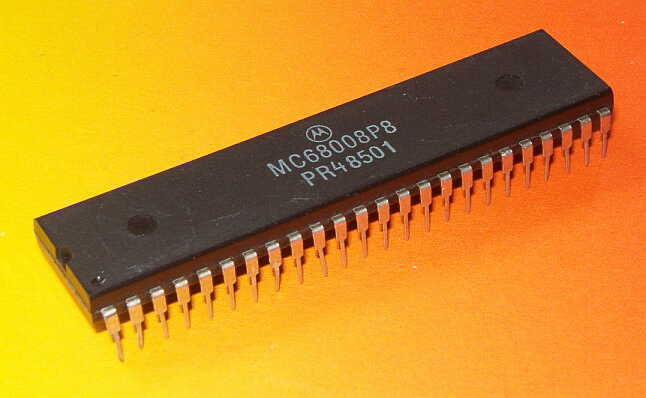
Um Motorola 68008 de 8 MHz

O Motorola 68008 é um microprocessador de an 8/16/32 bits fabricado pela Motorola. É uma versão do Motorola 68000 com um barramento externo de 8 bits, bem como com um barramento de endereços menor.

## Características
O 68000 original possuía um barramento de endereços de 24 bits e um barramento de dados de 16 bits. Estes barramentos relativamente grandes tornavam difícil projetar um sistema de baixo custo tendo por base o 68000; eram difíceis de desenhar numa placa de circuito impresso e precisavam de muitos circuitos de suporte. Um barramento de 16 bits também exigia o dobro de chips de RAM se comparado a um de 8 bits.
O 68008, lançado em 1982, foi projetado para trabalhar com sistemas de memória de 8 bits e baixo custo. Por causa do seu barramento de endereços menor, somente operava com cerca de metade da velocidade de um 68000 de mesma freqüência de clock. Todavia, ainda assim era mais rápido do que os microprocessadores de 8 bits competidores, visto que a arquitetura interna do 68008 era mais poderosa e eficiente.
Exceto por seus barramentos de dados e endereços menores, o 68008 comportava-se de modo idêntico ao 68000 e tinha a mesma organização interna e microarquitetura.
O 68008 era um chip HMOS com cerca de 70000 transistores. Fabricado em versões de 8 e 10 MHz, constituíam-se na verdade, em duas versões distintas da mesma UCP. A versão original era fornecida num encapsulamento DIP de 48 terminal pinos e possuía um barramento de endereços de 20 bits, permitindo-lhe usar até 1 MiB de memória. Uma versão posterior era fornecida num PLCC de 52 pinos; esta versão provia um barramento de endereços de 22 bits e permitia acessar até 4 MiB de memória.
Pouquíssimos sistemas informáticos usaram o 68008 como UCP; destes, o computador pessoal Sinclair QL é um dos mais conhecidos. Todavia, o 68008 tornou-se popular em sistemas embarcados.
A Motorola encerrou a produção do 68008 em 1996.